# Ciprian Antonovič Kreutz
Ciprian Antonovič Kreutz (rusko иприян Антонович Крейц; nemško Cyprian baron Belzig von Kreutz), ruski general, * 1777, † 1850.
Bil je eden izmed pomembnejših generalov, ki so se borili med Napoleonovo invazijo na Rusijo; posledično je bil njegov portret dodan v Vojaško galerijo Zimskega dvorca.

## Življenje
Svojo vojaško kariero je pričel v poljski vojski in sicer kot generaladjutant kralja Stanislava Avgusta. Leta 1801 je prestopil v rusko službo, s katerim se je udeležil bojev proti Francozom (1805-07); med enim od bojem je bil 13 ranjen in zajet. 
Po vrnitvi iz ujetništva je postal poveljnik Sumijskega huzarskega polka, s katerim se je udeležil rusko-švedske vojne 1808-09. Marca 1810 je postal poveljnik Sibirskega dragonskega polka. 
Med tujo kampanjo leta 1813-14 se je udeležil bojev za Magdeburg, Hamburg, Leipzig,... Leta 1814 je postal generalni guverner Šlezije. 
Pozneje je bil poveljnik več konjeniških brigad in divizij; leta 1824 je bil povišan v generalporočnika in 27. septembra 1829 je postal poveljnik 2. huzarske divizije.
Med rusko-turško vojno 1828-29 je poveljeval konjeniškemu korpusu v Moldaviji in Bolgariji. 19. septembra 1830 je postal poveljnik 5. rezervnega konjeniškega polka, s katerim se je udeležil zatrtja novembrskega upora. Po uspešnih bitkah je bil povišan v generala konjenice. 
6. oktobra 1831 je postal poveljnik 2. pehotnega korpusa in 14. maja 1845 je ponovno postal poveljnik Sibirskega ulanskega polka.